# Джеффрі Лінн
Джеффрі Лінн (англ. Jeffrey Lynn; 16 лютого 1909 — 24 листопада 1995) — американський актор та сценарист.

## Біографія
Джеффрі Лінн народився 16 лютого 1909 в Массачусетсі у родині зварника Джона Лінда. По закінченні Bates College (Мен), викладав драму та англійську мову у вищих навчальних закладах.
У на початку 1938 року він з'явився в Голлівуді і знявся у короткометражці «Out Where the Stars Begin». Значний успіх його чекав після виходу фільму «Чотири доньки» із сестрами Лейн. Лінн грав молодого композитора, який сподобався відразу чотирьом сестрам. Врешті-решт у кінці фільму він залишається із Енн, героїнею Прісцилли Лейн. Фільм дуже сподобався глядачеві. Було знято дві частини продовження цієї історії і одна із дуже схожим сюжетом, але про іншу родину. А Прісцилла стала його партнеркою у восьми фільмах. Вперше вони з'явилися разом у комедії «Ковбой з Брукліну». Востаннє — у третій частині історії сестер Лемп, «Чотири матері».
Після «Чотирьох доньок» Лінн закріпив свій успіх роллю в мелодраматичній стрічці «Так, моя дорога донечко». Фільм про разом проведений вікенд неодруженої пари викликав неабиякий резонанс у суспільстві. Глядач потягнувся на фільм, заборонений у кількох штатах. «Так, моя дорога донечко» став касовим хітом.

У 1939 Лінн зіграв одну із другорядних ролей у класичному фільмі-нуар «Ревучі двадцяті, або Доля солдата в Америці».

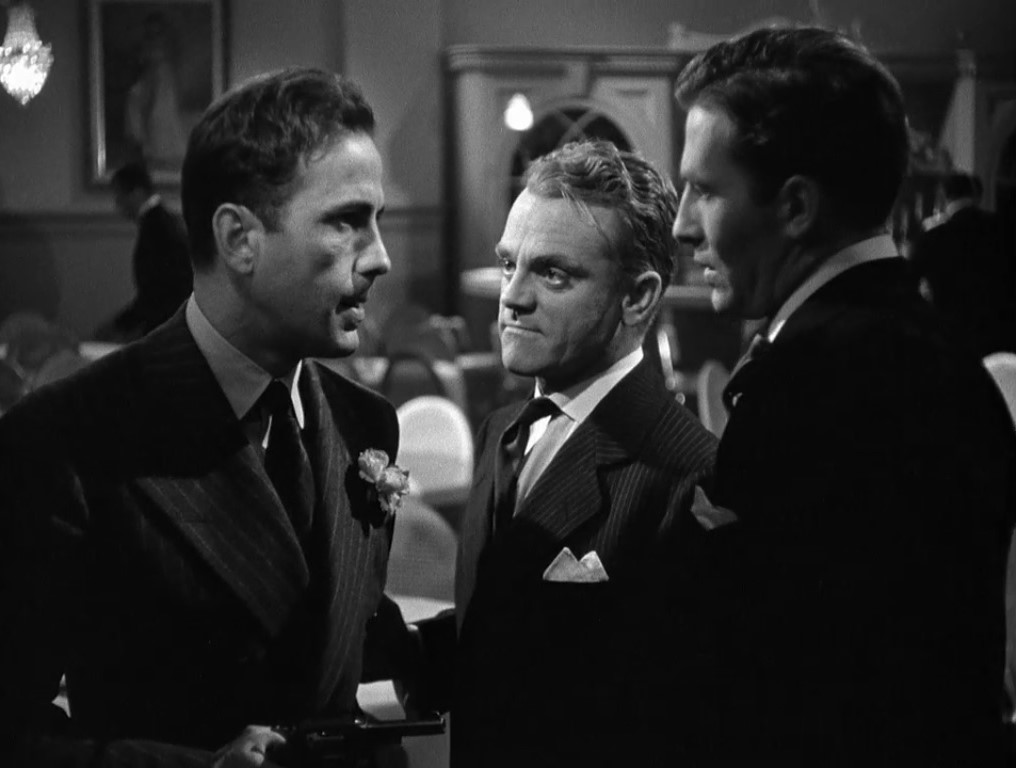
Богарт, Кегні та Лінн (справа) у стрічці «Ревучі двадцяті» (1939)

 Поруч з ним на знімальному майданчику працювали такі зірки як Хамфрі Богарт та Джеймс Кегні.
А 1940 він зустрівся на зйомках із самою Бетт Девіс. Разом вони знялися у стрічці «Все це і небеса на додачу».
Після комедії-фентезі Росса Ледермана «Тіло зникає» Лінн потрапив до війська і служив у військово-повітряних силах. Був нагороджений медаллю Бронзова Зірка.
Після війни спромігся повернутися до кіно. Першою повоєнною стрічкою Джеффрі стала музична комедія «Заради кохання до Мері», де він грав одного із залицяльників Діни Дурбін. Особливо ж успішною виявилася його роль у детективній мелодрамі «Лист до трьох дружин». Фільм отримав премію «Оскар» у двох номінаціях. Але на цьому висхідна кар'єри Лінна припинилася. Він зіграв ще у кількох фільмах, його стали часто кликати на телебачення, але значних ролей він більше не отримував. Починаючи з 1950-х Джеффрі почав працювати у сфері нерухомості, його інтерес до акторської гри відійшов на другий план.

## Особисте життя
5 жовтня 1946 року Лінн одружився із Робін Чендлер. Вони провели медовий місяць на Бермудах, а після цього оселилися в Санта-Моніці, штат Каліфорнія. У шлюбі народилося двоє дітей — Летиція та Джеффрі-молодший. У 1958 році подружжя розлучилося. Через чотири роки Робін одружилася з відомим дипломатом Анжьє Біддл Дюкои. Летиція закінчила Smith College і одружилася з литовцем Домінікусом Валіунасом, президентом великої фірми. Згодом вони розлучилися.
Джеффрі ж одружився з Патрицією Лінн, яка мала сімох дітей від попереднього шлюбу. Та 1974 року Лінн знов отримав розлучення.
Втретє він пов'язав свою долю із Гелен Лінн, з якою і провів час до самої смерті. Джеффрі Лінн помер 24 листопада 1995 року у Бурбанку у віці 86 років з природних причин. Актора поховали на цвинтарі Forest Lawn у Південній Каліфорнії.

## Цікаві факти
- Лінн офіційно змінив ім'я 1942 року.

## Вибрана фільмографія
- 1938 — Ковбой з Брукліну / Cowboy from Brooklyn — репортер «Кронікл»
- 1938 — Чотири доньки / Four Daughters — Фелікс Дітц
- 1939 — Так, моя дорога донечко / Yes My Darling Daughter — Дуг Холл
- 1939 — Відважні доньки / Daughters Courageous — Джонні Гемінґ
- 1939 — Ревучі двадцяті, або Доля солдата в Америці / The Roaring Twenties — Ллойд Харт
- 1939 — Чотири дружини / Four Wives — Фелікс Дітц
- 1940 — Це все правда / It All Came True — Томмі Тейлор
- 1940 — Все це і небеса на додачу / All This, and Heaven Too — Генрі Мартін Філд
- 1940 — Моє кохання повертається / My Love Came Back — Тоні Болдвін
- 1940 — Гроші та жінка / Money and the Woman — Дейв Беннет
- 1941 — Чотири матері / Four Mothers — Фелікс Дітц
- 1941 — Дівчина на мільйон / Million Dollar Baby — Джім Аморі
- 1941 — Андеграунд / Underground — Курт Франкен
- 1941 — Тіло зникає / The Body Disappears — Пітер де Хевен III
- 1948 — Заради кохання до Мері / For the Love of Mary — Філіп Меннінґ
- 1949 — Лист до трьох дружин / A Letter to Three Wives — Бред Бішоп
- 1950 — Капітан Чайна / Captain China — капітан Бренденсен
- 1951 — У рідному місті / Home Town Story — Блейк Вошбурн
- 1960 — Баттерфілд 8 / Butterfield 8 — Бінґхем Сміт